# 滚子链

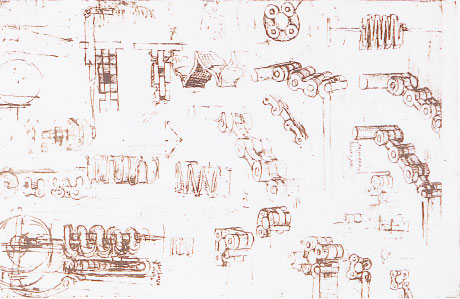
16世紀達文西的草圖顯示一個鏈條以及滾子軸承。

滚子链是一种用于传送机械动力链条，广泛应用於家庭、工业和农业机械，其中包括输送机、绘图机、印刷机、汽车、摩托车、以及自行车。它由一系列短圆柱滚子链接在一起，由一个称为链轮的齿轮驱动。这是一个简单，可靠，高效的动力传递装置。 
虽然汉斯·瑞诺德被认为于1880年发明了滚子链，16世纪达芬奇的草图显示一个链条以及滚子轴承。

## 構造

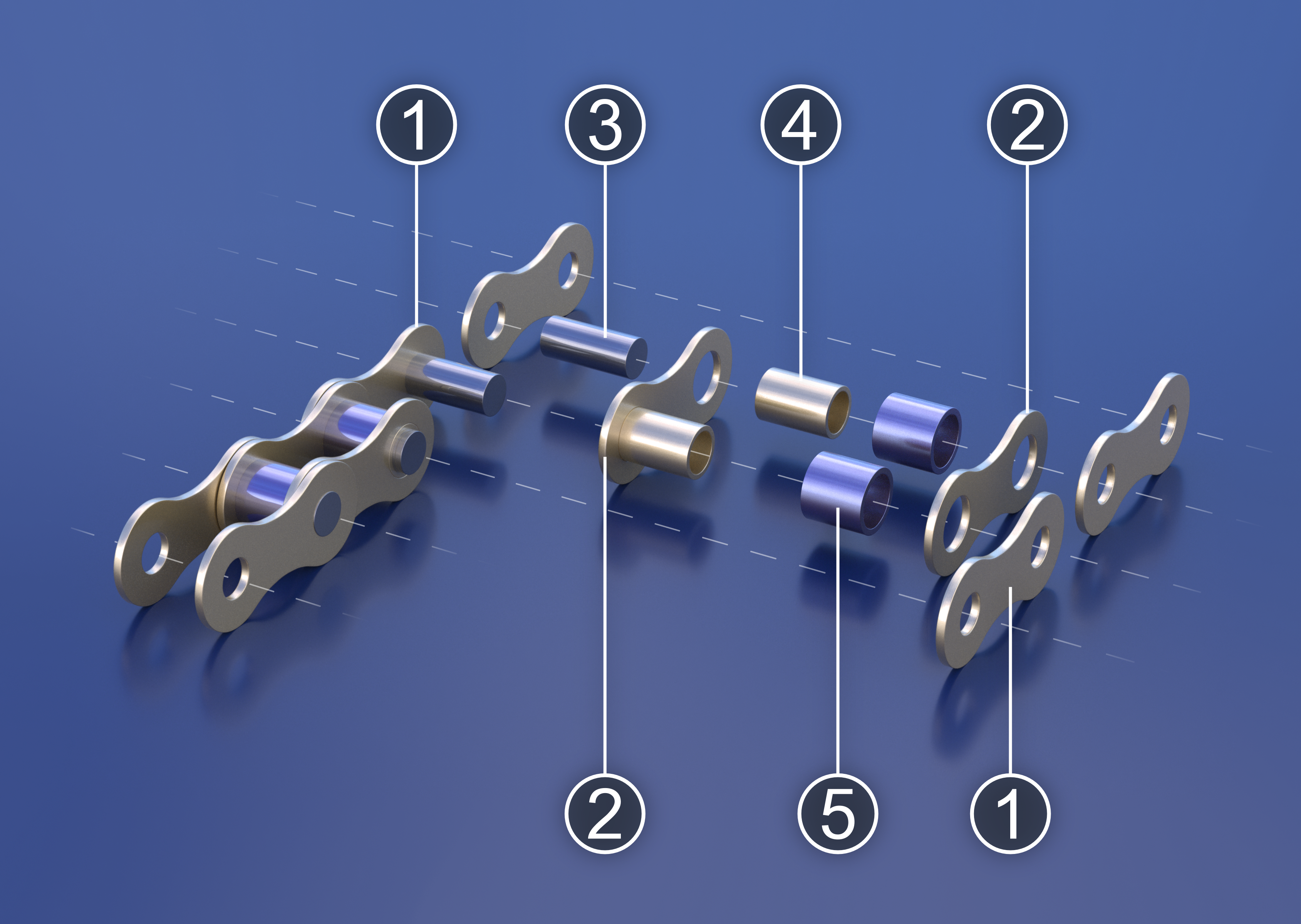
其中几节滚子链的分解，1.外板、2.內板、3.插梢、4.軸襯、5.轉子

滾子鏈的設計減少了摩擦相比，更簡單的設計，從而在更高的效率和更低的磨損。

## 標準

滚子链和链轮

| 尺寸 | 間距                  | 輥直徑                | 拉伸強度            | 工作負荷       |
| ---- | --------------------- | --------------------- | ------------------- | -------------- |
| 25   | 0.250英寸（6.35 mm）  | 0.130英寸（3.30 mm）  | 780磅（350）        | 18磅（8.2）    |
| 35   | 0.375英寸（9.53 mm）  | 0.200英寸（5.08 mm）  | 1,760磅（800）      | 18磅（8.2）    |
| 41   | 0.500英寸（12.70 mm） | 0.306英寸（7.77 mm）  | 1,500磅（680）      | 18磅（8.2）    |
| 40   | 0.500英寸（12.70 mm） | 0.312英寸（7.92 mm）  | 3,125磅（1,417）    | 31磅（14）     |
| 50   | 0.625英寸（15.88 mm） | 0.400英寸（10.16 mm） | 4,880磅（2,210）    | 49磅（22）     |
| 60   | 0.750英寸（19.05 mm） | 0.469英寸（11.91 mm） | 7,030磅（3,190）    | 70磅（32）     |
| 80   | 1.000英寸（25.40 mm） | 0.625英寸（15.88 mm） | 12,500磅（5,700）   | 125磅（57）    |
| 100  | 1.250英寸（31.75 mm） | 0.750英寸（19.05 mm） | 19,531磅（8,859）   | 195磅（88）    |
| 120  | 1.500英寸（38.10 mm） | 0.875英寸（22.23 mm） | 28,125磅（12,757）  | 281磅（127）   |
| 140  | 1.750英寸（44.45 mm） | 1.000英寸（25.40 mm） | 38,280磅（17,360）  | 383磅（174）   |
| 160  | 2.000英寸（50.80 mm） | 1.125英寸（28.58 mm） | 50,000磅（23,000）  | 500磅（230）   |
| 180  | 2.250英寸（57.15 mm） | 1.460英寸（37.08 mm） | 63,280磅（28,700）  | 633磅（287）   |
| 200  | 2.500英寸（63.50 mm） | 1.562英寸（39.67 mm） | 78,175磅（35,460）  | 781磅（354）   |
| 240  | 3.000英寸（76.20 mm） | 1.875英寸（47.63 mm） | 112,500磅（51,000） | 1,000磅（450） |